# Titularbistum Guzabeta
Das Bistum Guzabeta (italienisch diocesi di Guzabeta, lateinisch Dioecesis Guzabetensis) ist ein Titularbistum der römisch-katholischen Kirche.
Es geht zurück auf ein untergegangenes Bistum, das sich in der römischen Provinz Numidien befand. Der Bischofssitz Guzabeta ist vielleicht identifizierbar mit den Ruinen in der Nähe von Henchir-Zerdan im heutigen Algerien.
Der einzig bekannte Bischof des historischen Guzabeta ist der Donatist Innocentius, der am Konzil in Karthago im Jahre 411 teilnahm, auf der sich die katholischen und donatistischen Bischöfe des römischen Afrikas versammelten.
| Titularbischöfe von Guzabeta |                        |                                                     |                   |                  |
| Nr.                          | Name                   | Amt                                                 | von               | bis              |
| 1                            | Charles Henri Lévesque | Weihbischof in Sainte-Anne-de-la-Pocatière (Kanada) | 18. Oktober 1965  | 17. August 1968  |
| 2                            | Flaviano Ariola        | emeritierter Bischof von Legazpi (Philippinen)      | 27. November 1968 | 4. Dezember 1970 |
| 3                            | Klaus Dick             | Weihbischof in Köln (Deutschland)                   | 17. März 1975     | 25. Februar 2024 |
| 4                            | Johannes Freitag       | Weihbischof in Graz-Seckau (Österreich)             | 31. Januar 2025   |                  |